# Dolmen von Loubaresse

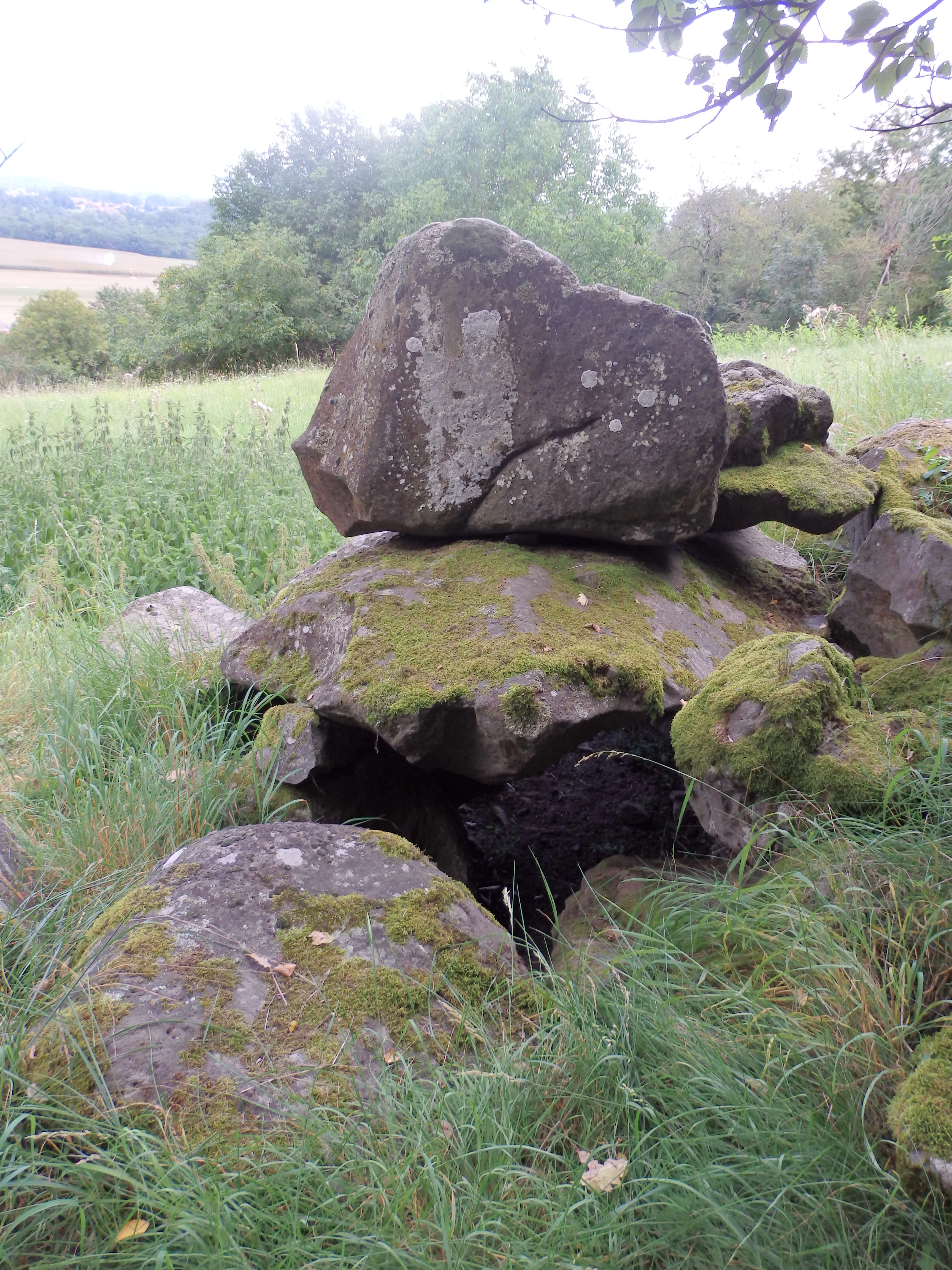
Dolmen von Loubaresse

Der Dolmen von Loubaresse liegt am Straßenrand nordöstlich von Le Broc im Süden des Département Puy-de-Dôme in Frankreich. Dolmen ist in Frankreich der Oberbegriff für neolithische Megalithanlagen aller Art (siehe: Französische Nomenklatur).
Der Dolmen simple wurde im letzten Viertel des 20. Jahrhunderts entdeckt und 1978 als Monument historique klassifiziert.
Er liegt noch teilweise in seinem etwa 12,7 m breiten und 0,82 m hohen Tumulus. Die Kammer ist etwa 2,6 m lang, 1,15 m breit und 0,82 m hoch. Sie ist mit einem, nach außen gewölbten, aber innen glatten Deckstein bedeckt, der 3,3 m lang und 1,76 m breit und 0,6 m dick ist. Alle Steine sind aus Basalt.
In der Nähe liegen die Menhire von Loubaresse.